# Dianthus floribundus
Dianthus floribundus är en nejlikväxtart som beskrevs av Pierre Edmond Boissier. Dianthus floribundus ingår i släktet nejlikor, och familjen nejlikväxter. Inga underarter finns listade i Catalogue of Life.